# アダム・オベルト
アダム・オベルト（Adam Obert、2002年8月23日 - ）は、スロバキア・ブラチスラヴァ出身のサッカー選手。カリアリ・カルチョ所属。スロバキア代表。ポジションはDF。

## クラブ経歴
2018年にチェコのFCズブロヨフカ・ブルノからUCサンプドリアの下部組織へ引き抜かれたが、2021年にクラブの育成方針に疑問を持ったため、カリアリ・カルチョへ移籍した。
2021年10月24日、ACFフィオレンティーナとの試合でセリエAデビューを果たしたが、試合には0-3で敗れた。この2021-22シーズンは同ポジションにウルグアイ代表だったディエゴ・ゴディンがいたため、多くのアドバイスを受けたことを明かしている。

## 代表経歴
2018年からスロバキアの各世代別代表を経験し、2022年11月20日、チリ代表との親善試合にてスロバキア代表デビューを果たした。

## 人物
祖父のヨゼフ・オベルトは1960年代に活躍した元サッカー選手であり、チェコスロバキア代表としても4試合に出場した。